# Hyphantrophaga virilis
Hyphantrophaga virilis là một loài ruồi trong họ Tachinidae.